# Santuario della Madonna del Carmine (Chianni)
Il santuario della Madonna del Carmine si trova a Chianni.

## Storia e descrizione
Già nel XIII secolo qui sorgeva una chiesa dedicata a Santa Maria. Nel corso del XVII secolo l'edificio ricevette il titolo di Santa Maria del Carmine ed intorno fu costruito un loggiato che è stato completamente incorporato nel 1929 ampliando l'edificio.
Attualmente la chiesa viene aperta al pubblico solo in occasione di particolari ricorrenze religiose, tra cui la domenica successiva al 16 luglio, in cui si commemora la Madonna del Carmine, il 15 agosto e l'8 settembre.